# 田老南インターチェンジ
田老南インターチェンジ（たろうみなみインターチェンジ）は、岩手県宮古市にある三陸沿岸道路（宮古田老道路）のインターチェンジ (IC) である。
当ICは仙台方面のみ出入り可能なハーフインターチェンジである。

## 歴史
- 2018年（平成30年）3月6日 : IC名称が「田老南IC」で正式決定[1]。
- 2020年（令和2年）7月12日 : 宮古中央IC/JCT - 田老真崎海岸IC間開通に伴い、供用開始[2]。

## 道路

### 本線
- E45 三陸沿岸道路（宮古田老道路・51番）

### 接続する道路
- 直接接続
  - 岩手県道177号有芸田老線
- 間接接続
  - 国道45号（県道177号経由）

## 料金所
無料区間のため、設置されていない。

## 周辺
- 岩手県立宮古北高等学校
- 三陸鉄道リアス線 田老駅
- 宮古市役所田老総合事務所

## 形状
ランプウェイは片方向Y型になっている。

## 隣
E45 三陸沿岸道路（宮古田老道路）
(50) 宮古北IC - (51) 田老南IC - (52) 田老真崎海岸IC
- 当ICから久慈方面は利用できない。